# Cú mèo trán trắng
Otus sagittatus là một loài chim trong họ Strigidae.